# LG Optimus 7.5
De LG Optimus 7.5 is een smartphone van het Zuid-Koreaanse bedrijf LG Electronics. De '7.5' in de naam staat voor het besturingssysteem: Windows Phone 7.5. De mobiele telefoon is de opvolger van de LG Optimus 7, die de oudere versie van het besturingssysteem gebruikt.
Qua specificaties verschilt de LG Optimus 7.5 (bijna) niet met zijn voorganger. Ze beschikken allebei over een scherm van Gorilla Glass met een grootte van 3,8 inch. Ook hebben ze allebei een resolutie van 480x800 pixels, hoewel elke Windows Phone 7-telefoon zo'n resolutie heeft. Het geheugen heeft een capaciteit van 16 GB, maar het kan niet uitgebreid worden. Verder beschikt de telefoon over een 5 megapixelcamera waarmee ook in 720p HD kan worden gefilmd.